# Bur Buntul Peseng
Bur Buntul Peseng är ett berg i Indonesien.   Det ligger i provinsen Aceh, i den västra delen av landet, 1 600 km nordväst om huvudstaden Jakarta. Toppen på Bur Buntul Peseng är 2 311 meter över havet, eller 107 meter över den omgivande terrängen. Bredden vid basen är 0,65 km.
Terrängen runt Bur Buntul Peseng är bergig åt sydost, men åt nordväst är den kuperad.Runt Bur Buntul Peseng är det ganska glesbefolkat, med 27 invånare per kvadratkilometer. I omgivningarna runt Bur Buntul Peseng växer i huvudsak städsegrön lövskog.